# إدي براندت
إدي براندت (بالإنجليزية: Eddie Brandt)‏ هو ملحن وكاتب سيناريو أمريكي، ولد في 5 أغسطس 1920، وتوفي في 20 فبراير 2011.

## وصلات خارجية
- إدي براندت على موقع IMDb (الإنجليزية)
- إدي براندت على موقع ميوزك برينز (الإنجليزية)
- إدي براندت على موقع ميوزك برينز (الإنجليزية)
- إدي براندت على موقع ديسكوغز (الإنجليزية)